# Sydney Brenner
Sydney Brenner CH FRS (Germiston, Gauteng, Sud-àfrica, 13 de gener de 1927 - Singapur, 5 d'abril de 2019) fou un biòleg sud-africà, guardonat amb el Premi Nobel de Medicina o Fisiologia l'any 2002.

## Biografia
Va néixer el 13 de gener de 1927 a la ciutat de Germiston, una petita població de Sud-àfrica (que en aquells moments formava part de l'Imperi Britànic) situada a la província de Gauteng, en una família immigrant de Lituània i Letònia de religió jueva. Després d'aconseguir una beca municipal per estudiar medicina a la Universitat de Witwatersrand, aconseguí doctorar-se a la Universitat d'Oxford, especialitzant-se en biologia molecular.

## Recerca científica
L'any 1953 es desplaçà fins a la Universitat de Cambridge per conèixer James D. Watson i Francis Crick i la seva revolucionària estructura helicoïdal d'àcid desoxiribonucleic (ADN). Al costat de Crick inicià la seva recerca al voltant del desxiframent del codi genètic, esdevenint director l'any 1979 del Laboratori de Biologia Molecular de Cambridge. El 1986 va renunciar al seu treball com a director del Laboratori perquè les tasques administratives l'apartaven de la seva veritable vocació en el treball de recerca i li va ser concedida l'oportunitat de fundar una Unitat de Biologia Molecular per a prosseguir-lo.
El seu interès científic s'orientà en el desenvolupament cel·lular, utilitzant per a les seves investigacions el nematode Caenorhabditis elegans, un model d'organisme que li va permetre realitzar investigacions sobre el desenvolupament genètic i la vida i mort cel·lular, aconseguint ampliar els coneixements científics sobre l'efecte de l'apoptosi. L'any 2002 li fou concedit el Premi Nobel de Medicina o Fisiologia, juntament amb H. Robert Horvitz i John E. Sulston, pels seus treballs sobre la regulació genètica del desenvolupament i mort cel·lular.
L'any 1992, i acabat de jubilar, viatja fins a La Jolla (Califòrnia) per treballar al The Scripps Research Institute i funda una empresa dedicada a la seqüenciació massiva d'ADN. El 1995 funda el Molecular Sciences Institute, que acull joves investigadors i al que imprimeix la seva visió de la investigació com repte intel·lectual fins a la seva segona jubilació, l'any 2000.
El 3 d'abril de 2014 fou investit doctor honoris causa per la Universitat Pompeu Fabra de Barcelona per «la seva brillant i dilatada trajectòria docent i investigadora en l'àmbit de la biologia molecular».